# Franco Borri Brunetto
Franco Borri Brunetto (Biella, 1928 – Biella, 6 luglio 2017) è stato un politico italiano, sindaco per tre mandati della città di Biella, dal 1964 al 1980.

## Biografia
Iscritto alla Democrazia Cristiana, venne eletto nel 1964 alla carica di sindaco di Biella, venendo confermato per altri due mandati, rimanendo in carica fino al 1980. Conclusa l'esperienza da primo cittadino si ritirò a vita privata. Morì il 6 luglio 2017 all'età di 89 anni